# Іхамару
Іхамару (ест. Ihamaru) — село в Естонії, входить до складу волості Киллесте, повіту Пилвамаа.